# テトラハロメタン
テトラハロメタン (Tetrahalomethane) は、メタンの4つ全ての置換基がハロゲンに置き換わった四置換体であり、CBrkCllFmInの一般式で表される。
テトラハロメタンは無機物と有機物の境界上にあり、国際純正・応用化学連合からは、次のように無機物と有機物の両方としての名前を与えられている。即ち、例えばテトラフルオロメタン（有機物）は四フッ化炭素（無機物）、テトラヨードメタン（有機物）は四ヨウ化炭素（無機物）、ジクロロジフルオロメタン（有機物）は二塩化二フッ化炭素（無機物）と言い換えられる。
それぞれのハロゲン（フッ素、塩素、臭素、ヨウ素）はそれぞれのハロメタンに対応するが、その安定性はCF4 > CH4 > CCl4 > CBr4 > CI4の順に減少する。最も安定なテトラフルオロメタンは気体で515 kJ.mol-1の結合エネルギーを持つが、テトラヨードメタンは固体である。
多くのハロメタンの混合物も良く知られている。

## 利用
フッ化物や塩化物、時に臭化物は冷媒として用いられる。